# Звонарёвка
Звонарёвка — село в Марксовском районе Саратовской области. Входит в состав Приволжского муниципального образования.

## География
Располагается в западной части района, на берегу реки Большой Караман. До районного центра, города Маркс — 18 км.

## Население
| 2002 | 2010  |
| ---- | ----- |
| 1438 | ↗1548 |

## История села
9 июля 1766 на луговой стороне Волги (Wiesenseite) была создана немецкая колония «Шталь-на-Карамане». Первые поселенцы были родом из южной Германии. Луг с богатой растительностью возле реки поселенцы использовали для выпаса скота. Позже поселенцы начали выращивать картофель, подсолнечник и даже арбузы, получая большие урожаи. Дома переселенцев были деревянными. У колонистов были амбар, конюшня, овощные сады, у многих колонистов также были и личные сады.
Колония Шталь официально принадлежала Красноярскому округу Новоузенского уезда Самарской губернии. 26 февраля 1768 был издан указ, обязавший утвердить всем немецким колониям русские названия — так Шталь была официально названа Звонарёв Кут.
Изначально колония Шталь относилась к лютеранскому приходу колонии Розенгейм, позже в колонии появилась своя собственная церковь. В колонии было две школы — одна государственная и одна церковная. Одним из учителей в колонии был Иоганн Георг Меринг, который жил в колонии с октября 1775 по февраль 1781 и написал свои воспоминания об иммиграции в Россию и первых годах своей жизни на Волге. Также известно, что в колонии было 8 ветряных мельниц. В 1798 в колонии были кузнец, два сапожника, ткач, шляпник и два каменщика.
С созданием АССР Немцев Поволжья и делением республики на кантоны, селу вернули его старое имя обратно.
До 1941 года колония относилась к Красноярскому кантону, а после упразднения АССР Немцев Поволжья и депортации немецкого населения — к Марксовскому району Саратовской области.

## Инфраструктура
Имеется школа, Дом культуры, отделение связи, аптечный пункт. В школе с. Звонарёвка с 5 по 11 классы обучаются также дети из соседнего села Бобровка.